# Brokpa
Die Brokpa oder auch Brogpa sind eine kleine Gruppe der Dard, die im Tal der Dörfer Da und Hann etwa 163 km nordwestlich von Leh in Ladakh leben.
Da und Hann sind die zwei Orte, in denen die Brokpa hauptsächlich leben, sie sind jedoch ebenfalls in anderen Teilen Ladakhs beheimatet. Eine Gruppe lebt auf dem Deosai Plateau auf der pakistanischen Seite der Line of Control in Baltistan. Wie die Menschen aus Gilgit sprechen sie eine archaische Form des Shina, die nicht mit anderen Dialekten des Shina in Verbindung steht. Es heißt, dass die ursprünglich aus Chilas gekommen sind. Die Gruppe der Brokpa hebt sich deutlich von den tibetischen Einwohnern des Rests von Ladakh ab. Offiziell sind die Brokpa Buddhisten, aber es finden sich noch immer animistische Elemente und Rituale der Bön bei ihnen.
Die traditionelle Nahrung der Brokpa basiert auf lokal angebauten Produkten wie Gerste und Weizen oft als Tsampa zubereitet. Andere wichtige Nahrungsmittel sind Kartoffeln und Rettich, sowie Gur-Gur Cha, ein Tee aus schwarzem Tee mit Butter und Salz. Rinder und Geflügel sind aus religiösen Gründen als Nahrung ausgeschlossen. Der Verzehr von Fleisch hängt im Wesentlichen von der wirtschaftlichen Lage der Personen ab. Fleisch, meist Hammelfleisch, steht nur zu größeren Festen, allgemein zur Verfügung.
Die Wirtschaft der Brokpa hat sich von der Landwirtschaft hin zu Lohnarbeit entwickelt und die Trennung der Arbeit nach Alter und Geschlecht ist nun hinfällig geworden. Der Übergang der Brokpa zu Privateigentum, Kleinfamilie, formeller Ausbildung und Lohnarbeit und ihr Einzug in die von Soldaten und Lastenträgern dominierte Wirtschaft Ladakhs kennzeichnet ihre Modernisierung.

## Festivals

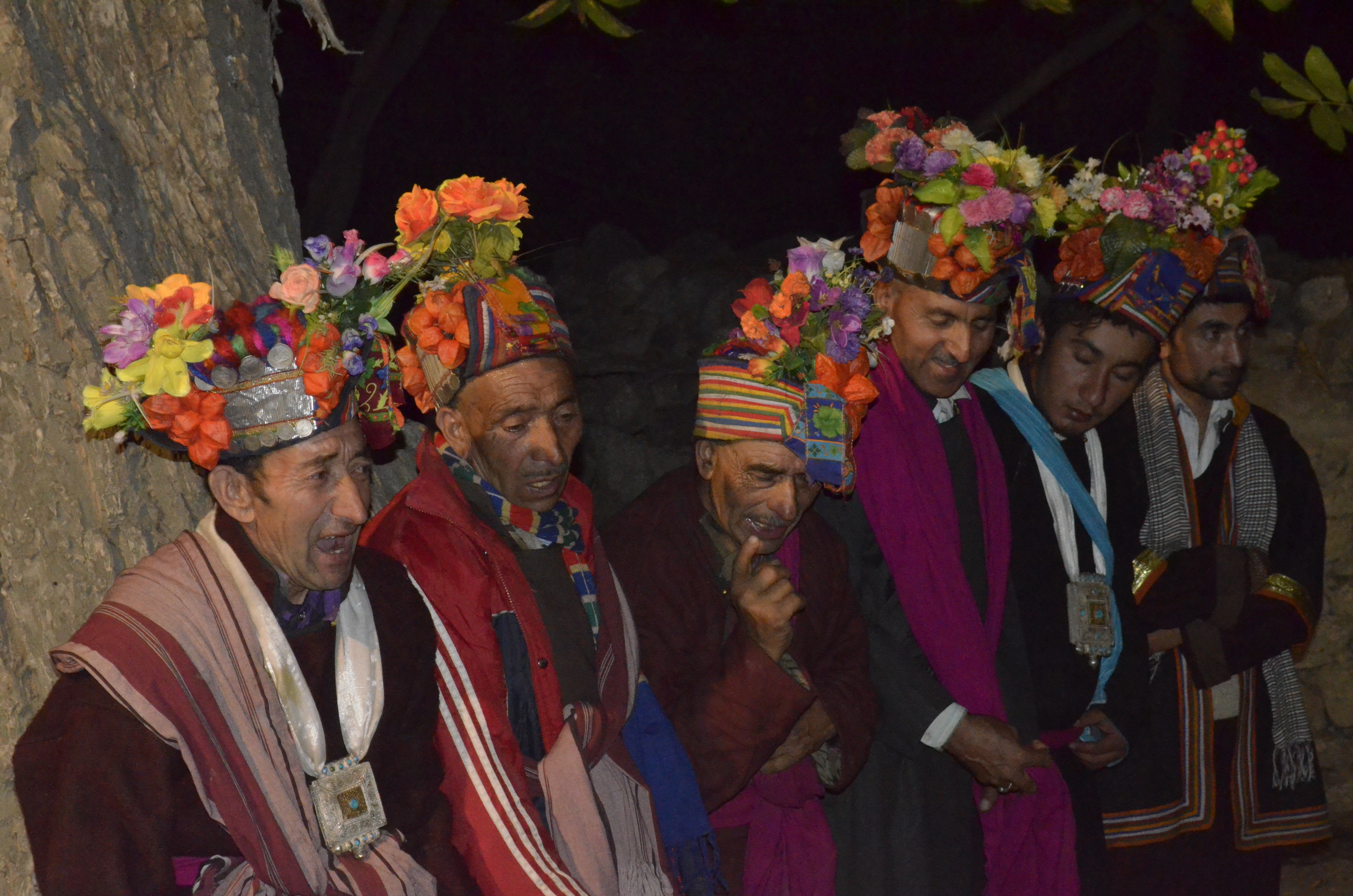
Männer der Brokpa während des Bono-na-Festivals im Dorf Dha-Hanu.

Die Brokpa feiern das Bono-na-Festival, bei dem den Gottheiten für gute Ernten und Wohlstand gedankt wird.